# Prostitución en Zimbabue
La prostitución en Zimbabue es ilegal, así como los actos relacionados con ella, como la solicitación, el proxenetismo y el mantenimiento de un burdel. Pese a su condición prohibido, están en auge. La grave situación económica de Zimbabue ha obligado a muchas mujeres a dedicarse al trabajo sexual.

## Historia
En la década de 1890, la segunda guerra bóer desbarató el comercio sexual en las zonas mineras de oro de Witwatersrand, en Sudáfrica, y la dispersión del comercio sexual provocó "problemas urbanos" en lo que entonces era Rodesia del Sur. La presión pública condujo a la aprobación de una legislación contra la inmoralidad en 1900. Antes de la independencia (1980), las leyes coloniales sobre vagabundeo se utilizaban contra las trabajadoras del sexo. En 1983 se hizo un gran esfuerzo por eliminar el trabajo sexual en Zimbabue tras la independencia, reuniendo a cientos de mujeres y deteniéndolas hasta que pudieran demostrar que no se dedicaban al comercio; de lo contrario, eran enviadas a campos de reasentamiento. Varios grupos de mujeres apoyaron esta medida como refuerzo del matrimonio.
Como en muchos países africanos, la aparición del VIH/sida aumentó drásticamente el interés por el trabajo sexual.

## Política preventiva
La prostitución se aborda en la Parte III de la Ley de Derecho Penal (Codificación y Reforma) de 2004. La policía puede detener a cualquier mujer que camine (por la calle) después de las siete de la tarde.
En 2011, Thabita Khumalo, diputada del Movimiento por el Cambio Democrático propuso despenalizar la prostitución en el país. Afirmó que la despenalización de la prostitución abordaría tres cuestiones importantes: la corrupción, el VIH/sida y los derechos de las mujeres. Khumalo, que sugirió que el propio término "prostituta" fuera sustituido por el de "ingeniera del placer" [sic], continuó su campaña a pesar de haber sido degradada en su partido en 2012.Ha afirmado que su postura al respecto puede haber contribuido a ello. Contaba con el apoyo del Centro y Red de Recursos para la Mujer de Zimbabue (ZWRCN), además de las propias trabajadoras del sexo.
La Open Society Foundations, con sede en Reino Unido, informó en 2012 de que la policía es quien más abusa de las trabajadoras sexuales en Zimbabue.

## Tráfico sexual
Zimbabue es país de origen, tránsito y destino de mujeres y niños sometidos al tráfico sexual. Las mujeres y niñas de las ciudades fronterizas con Sudáfrica, Mozambique y Zambia son objeto de tráfico sexual en burdeles que atienden a camioneros de larga distancia a ambos lados de las fronteras. Las mujeres y niñas de Zimbabue son objeto de tráfico sexual en las ciudades y pueblos de los alrededores. Los informes indican que los adultos han reclutado a niñas para el tráfico sexual infantil en Victoria Falls La práctica del ngozi, la entrega de un familiar a otra familia para vengar los espíritus de un pariente asesinado, crea una vulnerabilidad al tráfico.
Las mujeres zimbabuenses son atraídas a la hospitalidad, sobre todo en los países vecinos, y algunas se convierten en víctimas de la prostitución forzada. Las mujeres son explotadas en el tráfico sexual en Kuwait y Arabia Saudí. Muchos migrantes zimbabuenses, adultos y niños, entran en Sudáfrica con la ayuda de taxistas que los transportan a la frontera de Beitbridge o a lugares de paso no oficiales cercanos y son objeto de tráfico sexual. Algunos de los migrantes son transferidos a bandas delictivas que los someten a prostitución forzada en Musina, Pretoria, Johannesburgo o Durban. Al parecer, refugiados de Somalia y la República Democrática del Congo viajan desde el campo de refugiados de Tongogara, en Zimbabue, hasta Harare, donde son obligados a prostituirse.
La Oficina de Vigilancia y Lucha contra la Trata de Personas del Departamento de Estado de los Estados Unidos clasificó en 2023 a Zimbabue como país de "nivel 2".